# Tasiusaq (Narsaq)
Tasiusaq [taˈsiusaq] (nach alter Rechtschreibung Tasiussaĸ) ist eine grönländische Schäfersiedlung im Distrikt Narsaq in der Kommune Kujalleq.

## Lage
Tasiusaq liegt im Osten eines kleinen gleichnamigen Fjords, der in den Ikersuaq (Bredefjord) mündet. 2,4 km südlich liegt die Schäfersiedlung Nunataaq. Bis zur nächsten größeren Siedlung sind es 5,5 km nach Osten bis nach Qassiarsuk. Die Siedlung liegt im UNESCO-Weltkulturerbe Kujataa und weist Ruinen der Grænlendingar auf.

## Bevölkerungsentwicklung
Tasiusaq gehört zu den größeren Schäfersiedlungen Grönlands. Die Einwohnerzahl ist von zehn bis zwölf Bewohnern mittlerweile auf sechs bis sieben zurückgegangen. Einwohnerzahlen der Schäfersiedlungen sind letztmals für 2013 bekannt. Tasiusaq wird statistisch unter „Farmen bei Qassiarsuk“ geführt.